# Jakten (1965)
Jakten är en svensk svartvit dramafilm från 1965 i regi av Yngve Gamlin. I rollerna ses bland andra Halvar Björk, Leif Hedberg och Lars Passgård.
Filmens förlaga var novellen Jägarna II av Per Olof Sundman, som även skrev filmens manus. Inspelningen ägde rum mellan november 1964 och januari 1965 i Europafilms studio i Sundbyberg samt i Gäddede och Bågede i Strömsunds kommun. Fotograf var Jan Lindeström och klippare Wic' Kjellin. Filmen innehöll musik komponerad av Bengt Hallberg, Harry Arnold och Nathan Görling. Den premiärvisades 19 april 1965 på biograferna Rio i Malmö och Saga i Stockholm. Den var 94 minuter lång och tillåten från 15 år.
Lars Passgård fick motta en Silverbjörn vid Berlins filmfestival 1966 för sin rollprestation. Filmen som helhet mottog även Svenska Filminstitutets kvalitetsbidrag på 215 824,29 svenska kronor.

## Handling
Filmen följer en grupp jägare på jakt efter en ung brottsling.

## Rollista
- Halvar Björk – Kalle Olofsson, polis
- Leif Hedberg – Olle Stensson, folkskollärare
- Lars Passgård – desperadon
- Curt Broberg – landsfiskalen
- Curt Ericson – äldre jägare
- Olle Nordgren – yngre jägare
- Sven Edberg – man i gul rock

## DVD
Filmen gavs ut på DVD 2017.